# Johnny Rebel (zpěvák)
Johnny Rebel, vlastním jménem Clifford Joseph Trahan (25. září 1938 Moss Bluff, Louisiana – 3. září 2016 Rayne, Louisiana), byl americký zpěvák country známý svými rasistickými texty.
Své písně začal jako Johnny Rebel vydávat v 60. letech a v drtivé většině z nich se zabývá mezirasovými vztahy a americkým Jihem. Vyjadřuje podporu Ku Klux Klanu, staví se za rasovou segregaci a oslavuje někdejší Konfederaci. Z jeho písní se jen málo zabývá jinými tématy a to např. vyšetřováním atentátu na Johna F. Kennedyho, které vedl Jim Garrison, či americkou finanční pomocí cizím státům.
Po velmi dlouhé odmlce vydal v roce 2001 v reakci na útoky z 11. září 2001 singl Infidel Anthem (občas uváděná jako Fuck You, Osama Bin Laden!) a v roce 2003 pak album It's The Attitude, Stupid!, ve kterém se vrací k rasové tematice.